# Schräge Bettgesellen
Schräge Bettgesellen (Originaltitel: Strange Bedfellows) ist eine australische Filmkomödie aus dem Jahr 2004. Regie führte Dean Murphy, der gemeinsam mit Stewart Faichney auch das Drehbuch schrieb.

## Handlung
Der geschiedene Geschäftsmann Vince Hopgood lebt in einem kleinen Ort mit 652 Einwohnern. Er erfährt von einem neuen Steuersparmodell, welches homosexuelle Paare nutzen können. Hopgood überredet seinen verwitweten Freund Ralph Williams, sich gemeinsam mit ihm als ein schwules Paar auszugeben.
Der Ermittler der Finanzbehörde Russell McKenzie kommt, um den Fall von Hopgood und Williams zu untersuchen. Die Freunde imitieren möglichst naturgetreu das Verhalten der Homosexuellen und besuchen in Sydney einen Club für Schwule.

## Kritiken
Das Lexikon des internationalen Films schrieb, der Film sei eine „schlichte Komödie“, die als Starvehikel für Paul Hogan konzipiert sei. Er unterhalte „bescheiden“, wobei er auf „Zoten und einschlägige Klischees“ verzichte.

## Hintergründe
Der Film wurde in Albury (New South Wales) und in Yackandandah (Victoria) gedreht. Er startete in den australischen Kinos am 22. April 2004. Am 13. Mai 2004 wurde der Film auf dem Cannes Film Market gezeigt und am 15. Oktober 2005 – auf dem US-amerikanischen Reel Affirmations International Gay and Lesbian Film Festival. In Deutschland, Frankreich und Russland wurde der Film direkt auf DVD veröffentlicht.
Die Besitzer der Filmrechte beschuldigten die Produzenten der Komödie Chuck und Larry – Wie Feuer und Flamme aus dem Jahr 2007 der Urheberrechtsverletzung. Sie beauftragten eine Anwaltskanzlei, rechtliche Schritte einzuleiten.